# 鯤鵬翼龍屬
鯤鵬翼龍屬（屬名：Kunpengopterus）是基礎翼龍目的一屬，屬於悟空翼龍科，生存於侏儸紀中晚期（或白堊紀早期）的中國東北部。
正模標本（編號IVPP V16047）是一個接近完整骨骼、頭顱骨與下頜，發現於中國遼寧省西部建昌縣玲瓏塔鎮，該地層屬於道虎溝化石層或髫髻山組。這些地層的年代仍有爭議。這個標本遭到大幅度擠壓。除了骨頭以外，還保存軟組織，可能是消化中的魚類。在2010年，汪筱林、亞歷山大·克爾納（Alexander Kellner）等人敘述、命名這些化石。模式種是中國鯤鵬翼龍（K. sinensis），屬名來自於中國神話的傳奇生物鯤鵬，種名則意指中國。
鯤鵬翼龍的頭部延長，有10.69公分長。頸椎也相當長。鼻孔、眶前孔（Antorbital fenestra）形成鼻眶前孔、鼻眶前孔仍被鼻前側突稍微隔開。頭部有低矮骨質頭冠，位於眼睛後方。在生前，這個低矮頭冠可能帶有軟骨，向頭部後段延伸，並有皮膚覆蓋、連接。至於口鼻部、下頷下方，則沒有頭冠。頭部後方呈圓形。鯤鵬翼龍的尾巴長而堅挺。第五腳趾長而彎曲。
原在2011年呂君昌等人發表了一件存於浙江自然史博物館的ZMNH M8802標本，該標本的體腔內帶有一顆蛋，被認為是懷孕中的母體，且被鑑定為達爾文翼龍。在2015年，汪筱林等人發表ZMNH M8802的雌版標本IVPP V18403（另一面），並重新鑑定為鯤鵬翼龍，且發現事實上有兩顆完整的蛋保存，說明該種翼龍有兩具功能的輸卵管。
鯤鵬翼龍目前被歸類於悟空翼龍科，悟空翼龍同時具有基礎喙嘴翼龍類、進階型翼手龍類的特徵。